# Фиеста ТВ
Фиеста ТВ е бивш телевизионен канал в България за храни, напитки и здравословен начин на живот.
Стартира на 10 ноември 2008 г., като излъчва 24 часа в денонощието. Излъчва програмата си по кабел и сателит. Сайтът на телевизията предлага рецептите от повечето предавания, както и програма, а също и форум. Каналът преустановява излъчване на 1 ноември 2016 г.

## Популярни предавания на Фиеста ТВ
- Всеки ден ала Жак Пепен
- Сладкият живот на Дейвид Роко
- Майстори готвачи
- Мечтаното парти
- Усещане за вкус
- Странстващият готвач
- Ловецът на храни
- Черешката на тортата
- Квартал на кулинарния дракон
- Целувките на Анна
- Какво ще вечеряме със Сара
- Вегетарианско царство
- Изяж Азия
- Люта Америка
- Изкушение Пепен
- Италианска идилия с Лидия
- Мисис Чайлд и мосю Пепен
- Пекарната на мисис Чайлд
- Хапките на Боб
- Йога зона
- Методът Пилатес
- Жак Пепен, запазена марка
- Откровенията на готвачите
- Великолепният китаец
- Манджа Ал Италиано с Дейвид Роко
- 30 секунди ала Жак Пепен